# Атанас Стойков
Атанас Стойков Атанасов е български историк на изкуството, журналист и деятел на БКП.

## Биография
Роден е през 1919 г. в Болярово. Главен редактор е на списание „Младеж“ (1946-1949) и на официалния орган на Българската комунистическа партия „Работническо дело“ (1950-1953). От 1974 г. е член-кореспондент на Българската академия на науките. Умира през 1988 г.